# Prêmio Guarani de Cinema Brasileiro 2011
O Prêmio Guarani de Cinema Brasileiro de 2011 é a décima sexta edição do Prêmio Guarani, organizada pela Academia Guarani de Cinema. Os indicados passaram por uma criteriosa avaliação de críticos de cinema de todas as regiões do Brasil, que elegeram cinco finalistas que se destacaram no cinema durante o ano de 2010 nas 19 categorias da premiação.

## Vencedores e indicados
Os vencedores estão em negrito, de acordo com o site Papo de Cinema:
| Melhor Filme | Melhor Direção |
| --- | --- |
| - Tropa de Elite 2: O Inimigo Agora É Outro – José Padilha e Marcos Prado - Antes que o Mundo Acabe – Nora Goulart e Luciana Tomasi - As Melhores Coisas do Mundo – Caio Gullane, Fabiano Gullane, Débora Ivanov, Gabriel Lacerda, Rui Pire - Os Famosos e os Duendes da Morte – Maria Ionesco e Sara Silveira - Viajo porque Preciso, Volto porque Te Amo – João Vieira Jr e Daniela Capelato | - José Padilha – Tropa de Elite 2: O Inimigo Agora É Outro - Ana Luiza Azevedo – Antes que o Mundo Acabe - Esmir Filho – Os Famosos e os Duendes da Morte - Laís Bodanzky – As Melhores Coisas do Mundo - Malu de Martino – Como Esquecer |
| Melhor Atriz | Melhor Ator |
| - Ana Lúcia Torre – Reflexões de um Liquidificador como Elvira - Alice Braga – Cabeça a Prêmio como Elaine - Ana Paula Arósio – Como Esquecer como Júlia - Glória Pires – Lula: O Filho do Brasil como Eurídice Ferreira de Melo "Dona Lindu" - Nanda Costa – Sonhos Roubados como Jéssica/Melissa                                                                                             | - Wagner Moura – Tropa de Elite 2: O Inimigo Agora É Outro como Roberto Nascimento - Caio Blat – Histórias de Amor Duram Apenas 90 Minutos como Zeca - Daniel de Oliveira – 400 contra 1 como William da Silva Lima - Marco Nanini – O Bem-Amado como Jean Odorico Paraguaçu - Nelson Xavier – Chico Xavier como Francisco Cândido Xavier "Chico Xavier" |
| Melhor Atriz Coadjuvante | Melhor Ator Coadjuvante |
| - Denise Fraga – As Melhores Coisas do Mundo como Camila - Andrea Beltrão – O Bem-Amado como Dulcinéia Cajazeira - Elke Maravilha – A Suprema Felicidade como Avó de Paulo - Mariana Lima – A Suprema Felicidade como Sofia - Natália Lage – Como Esquecer como Lisa | - Irandhir Santos – Olhos Azuis como Nonato Dias - Eduardo Moscovis – Cabeça a Prêmio como Brito - Murilo Rosa – Como Esquecer como Hugo - Otávio Müller – Cabeça a Prêmio como Abílio - Tony Ramos – Chico Xavier como Orlando |
| Melhor Roteiro Original | Melhor Roteiro Adaptado |
| - Tropa de Elite 2: O Inimigo Agora É Outro – Bráulio Mantovani, José Padilha e Rodrigo Pimentel - Insolação – Will Eno e Sam Lipsyte - Olhos Azuis – Melanie Dimantas e Paulo Halm - Histórias de Amor Duram Apenas 90 Minutos – Paulo Halm - Viajo porque Preciso, Volto porque Te Amo – Karim Ainouz e Marcelo Gomes                                                                        | - Os Famosos e os Duendes da Morte – Ismael Caneppele e Esmir Filho, baseado no romance homônimo de Ismael Caneppele - Antes que o Mundo Acabe – Paulo Halm, Ana Luiza Azevedo, Jorge Furtado e Giba Assis Brasil, baseado no romance homônimo de Marcelo Carneiro da Cunha - As Melhores Coisas do Mundo – Luiz Bolognesi, baseado nos personagens de Gilberto Dimenstein e Heloisa Prieto - Cabeça a Prêmio – Felipe Braga e Marco Ricca, baseado no romance homônimo de Marçal Aquino - Os Inquilinos – Sergio Bianchi e Beatriz Bracher, baseado no conto homônimo de Vagner Geovanni Ferrer |
| Melhor Fotografia | Melhor Direção de Arte |
| - Os Famosos e os Duendes da Morte – Mauro Pinheiro Jr. - Antes que o Mundo Acabe – Jacob Solitrenick - Insolação – Mauro Pinheiro Jr. - Tropa de Elite 2: O Inimigo Agora É Outro – Lula Carvalho - Viajo porque Preciso, Volto porque Te Amo – Heloísa Passos | - A Suprema Felicidade – Tulé Peake - Chico Xavier – Cláudio Amaral Peixoto - O Bem-Amado – Claudio Amaral Peixoto - Quincas Berro d'Água – Boris Knez - Reflexões de um Liquidificador – Jean-Louis Leblanc e Ana Rita Bueno |
| Melhor Figurino | Melhor Maquiagem |
| - A Suprema Felicidade – Rita Murtinho e Valeria Stefani - Lula: O Filho do Brasil – Cristina Camargo - O Bem-Amado – Claudia Kopke - Quincas Berro d'Água – Kika Lopes - Sonhos Roubados – Kika Lopes | - Quincas Berro d'Água – Marisa Amenta - A Suprema Felicidade – Marisa Amenta - Chico Xavier – Rosa Versoça - Nosso Lar – Vavá Torres - O Bem-Amado – Lu de Moraes |
| Melhor Edição | Melhor Efeito Visual |
| - Tropa de Elite 2: O Inimigo Agora É Outro – Daniel Rezende - As Melhores Coisas do Mundo – Daniel Rezende - O Bem-Amado – Caio Cobra - Os Famosos e os Duendes da Morte – Caroline Leone - Viajo porque Preciso, Volto porque Te Amo – Karen Harley | - Tropa de Elite 2: O Inimigo Agora É Outro – Andre Waller e Bruno Van Zeebroeck - Chico Xavier – Mauricio Couto Bevilaqua e Marcelo Souza - Eu e Meu Guarda-Chuva – Nills Bonetti, Rogério Marinho e Raquel Sancinetti - Nosso Lar – Geoff D. E. Scott - O Bem-Amado – Sergio Farjalla Jr. e Andre Waller |
| Melhor Som | Melhor Trilha Sonora |
| - Tropa de Elite 2: O Inimigo Agora É Outro – Alessandro Laroca e Lilian Nakahodo - Antes que o Mundo Acabe – Tiago Bello - Nosso Lar – George Saldanha e Alessandro Laroca - O Bem-Amado – Ricardo Cutz e Jorge Saldanha - Viajo porque Preciso, Volto porque Te Amo – Ricardo Cutz e Waldir Xavier                                                                                           | - Viajo porque Preciso, Volto porque Te Amo – Chambaril - Antes que o Mundo Acabe – Leo Henkin - As Melhores Coisas do Mundo – Eduardo BID - Como Esquecer – Bia Paes Leme - Os Famosos e os Duendes da Morte – Nelo Johann |
| Melhor Documentário | Revelação do Ano |
| - Uma Noite em 67 – Beth Accioly - Caro Francis – Natália da Luz - Dzi Croquettes – Raphael Alvarez e Tatiana Issa - Terra Deu, Terra Come – Ricardo Magozo, Rodrigo Siqueira e Tayla Tzirulnik - Utopia e Barbárie – Silvio Tendler | - Francisco Miguez – As Melhores Coisas do Mundo como Mano - Amanda Diniz – Sonhos Roubados como Daiane - Gabriela Rocha – As Melhores Coisas do Mundo como Carol - Marat Descartes – Os Inquilinos como Valter - Pedro Tergolina – Antes que o Mundo Acabe como Daniel |
| Melhor Filme Estrangeiro | Melhor Elenco |
| - O Segredo dos seus Olhos (Argentina) - A Fita Branca (Alemanha) - A Origem (Estados Unidos) - O Profeta (França) - Vincere (Itália) | - Tropa de Elite 2: O Inimigo Agora É Outro – Fátima Toledo - Antes que o Mundo Acabe – Bel Merel - Insolação – Guilherme Weber - Os Famosos e os Duendes da Morte – Patrícia Faria - Sonhos Roubados – Elisa Tolomelli |